# Кріккенбах
Кріккенбах (нім. Krickenbach) — громада в Німеччині, розташована в землі Рейнланд-Пфальц. Входить до складу району Кайзерслаутерн. Складова частина об'єднання громад Кайзерслаутерн-Зюд.
Площа — 10,02 км2. Населення становить 1199 ос. (станом на 31 грудня 2020).